# Histoire d'aller plus loin
Pour plus de détails, voir Fiche technique et Distribution.
Histoire d'aller plus loin est un documentaire français réalisé par Jérôme Kanapa et Bernard Paul, sorti en 1975.

## Synopsis
À l'occasion du XXIe congrès du Parti communiste français, en octobre 1974, deux jeunes couples de militants (agriculteurs et ouvriers) évoquent leur parcours et leur vision du bonheur.

## Fiche technique
- Titre : Histoire d'aller plus loin
- Réalisation : Jérôme Kanapa et Bernard Paul[1]
- Photographie : Walter Bal, assisté d'Arthur Joffé
- Son : Francis Bonfanti, Antoine Bonfanti et Jean-François Chevalier
- Montage : Christiane Lack, assistée de Catherine Zins
- Production : Francina
- Pays  :  France
- Genre : documentaire
- Durée : 75 minutes
- Date de sortie : France - 9 avril 1975